# Наш салаш (Градина)
Наш салаш је етно домаћинство са домаћом кухињом који се налази у салашарском насељу Градина, удаљено пет километара од Сомбора у Војводини. Адреса Нашег салаша је Градина бр. 83.

## О салашу
Наш салаш је саграђен 1925. као домаћинство, а прилагођен као туристички објекат 2014. године.
Налази се поред бицикличке стазе "Панонски пут мира" и у близини Великог Бачког канала.
Капацитет Нашег салаша је 55 места у затвореном делу, и 230 места у башти и на тераси.

## Угоститељска понуда
На менију Нашег салаша налазе се стара и традиционална јела војвођанске кухиње. Нека од јела из менија салаша су: Морчија супа, Кнедле са гризом, Супа од фазана, Домаће флекице, Ринфлајш са неколико врста сосева, Домаћи резанци са сиром, Насуво са кромпиром, Бачка кромпирача, Пачије месо на неколико начина, Јунећи перкелт, Петлећи паприкаш. Од домаћих колача најпознатији су: Гибанице са орасима, маком и вишњама и Шненокле.

## Смештај
Наш салаш у својој понуди има могућност смештаја гостију у двокреветним собама које су измештене на другој локацију.
Смештај је обезбеђен у собама Фаркаш који се налази у Далматинској бр. 64 у Сомбору, око пет километера удаљен од салаша. Смештај Фаркаш располаже са 15 лежаја.